# Fur (dokumentarfilm)
 For alternative betydninger, se Fur (flertydig). (Se også artikler, som begynder med Fur)
Fur er en dansk dokumentarfilm med ukendt instruktør.

## Handling
Denne artikel mangler et handlingsreferat. Hjælp os med at skrive det.